# Hands to Myself
Hands to Myself è un singolo della cantante statunitense Selena Gomez, il terzo estratto dal secondo album in studio Revival e pubblicato il 26 gennaio 2016.

## Descrizione
Penultimo brano registrato per l'album, la Gomez ha definito Hands to Myself «il miglior brano presente nell'album». Dopo il successo del primo singolo, Good for You, che Julia Michaels e Justin Tranter hanno co-scritto, Gomez ha deciso di collaborare per altri quattro giorni con questi ultimi nonostante l'etichetta desiderasse già missare l'album a quel tempo.

Il brano è caratterizzato da sonorità dance pop con influenze, a detta della stessa Gomez, dalle musiche di Prince:

## Accoglienza
Jamieson Cox della rivista The Verge ha commentato il singolo dichiarando: «lei è una parte di un puzzle piuttosto che una figura a tutto tondo, e i suoi più grandi momenti sono fatti per sembrare più stupefacenti dall'abisso tra essi stessi e le sue strofe serene e serrate».

## Video musicale
Un'anteprima del video musicale è stata presentata per la prima volta il 7 dicembre 2015 attraverso il canale YouTube della Beats by Dr. Dre, venendo pubblicato ufficialmente il dello stesso anno attraverso Apple Music. Il video è stato successivamente pubblicato anche su Vevo il 20 gennaio 2016.
Diretto da Alek Keshishian, il video mostra la cantante nel ruolo di una stalker ossessiva di un personaggio di primo piano di Hollywood, facendo irruzione nella sua abitazione con l'intento di soddisfare varie fantasie sensuali. Selena Gomez canta in manette distesa su un fianco del letto con un anello all'anulare e una parrucca con la frangia.

## Tracce
1. Hands to Myself (Betablock3r Remix) – 5:16
2. Hands to Myself (Fareoh Remix) – 3:01
3. Hands to Myself (KANDY Remix) – 3:18

## Classifiche
| Classifica (2016) | Posizione massima |
| ----------------- | ----------------- |
| Australia         | 13                |
| Austria           | 37                |
| Belgio (Fiandre)  | 50                |
| Belgio (Vallonia) | 53                |
| Canada            | 23                |
| Danimarca         | 22                |
| Francia           | 118               |
| Germania          | 52                |
| Italia            | 38                |
| Norvegia          | 18                |
| Nuova Zelanda     | 5                 |
| Svezia            | 94                |
| Stati Uniti       | 7                 |
| Svezia            | 20                |
| Svizzera          | 40                |

## Date di pubblicazione
| Paese       | Data di pubblicazione | Formati           |
| ----------- | --------------------- | ----------------- |
| Stati Uniti | 26 gennaio 2016       | Airplay           |
| Mondo       | 4 marzo 2016          | Download digitale |